# Klaudia Walezjuszka (1547–1575)
Klaudia Walezjuszka (fr. Claude de Valois; ur. 12 listopada 1547 w Fontainebleau, zm. 21 lutego 1575 w Nancy) – księżniczka francuska i poprzez małżeństwo księżna Lotaryngii i Baru.
Urodziła się jako córka króla Francji Henryka II i jego żony królowej Katarzyny Medycejskiej.
W 1559 w Paryżu poślubiła księcia Lotaryngii i Baru Karola III Wielkiego. Para miała dziewięcioro dzieci:
- Henryka II (1563–1624), kolejnego księcia Lotaryngii,
- Krystynę (1565–1637),
- Karola (1567–1607), kardynała,
- Antoninę (1568–1610),
- Annę (1569–1576),
- Franciszka II (1572–1632), również przyszłego księcia Lotaryngii,
- Katarzynę (1573–1648),
- Elżbietę (1574–1635),
- Klaudię (1574–1576)